# الاشرف موسی، امیر حمص
الاشرف موسی، امیر حمص (عربی: الأشرف موسى بن المنصور ابراهيم بن شيركوه؛ ۱۲۲۹ – ۱۲۶۳)، آخرین امیر ایوبی حمص و امیر تل‌باشر و نایب‌السلطنه سوریه از ۱۲۴۶تا ۱۲۶۳ میلادی بود.